# Боя за обувки
Вакса пренасочва насам.  За смазката за ски вижте Ски вакса.
Боята за обувки (вакса) е материал във вид на паста, крем или течност, която служи за полиране, боядисване и подобряване на водоустойчивостта на кожени обувки.
В миналото като боя за обувки са използвани различни материали, включително естествени продукти, като восък и лой. Съставът на съвременните бои за обувки влиза в употреба в началото на ХХ век и в общи линии е запазен и в наши дни. Те обикновено се произвеждат от смес от естествени и синтетични материали, като лигроин, терпентин, гума арабика и оцветители.